# Lyctoxylon
Lyctoxylon — род жесткокрылых насекомых семейства древогрызов.

## Описание
Оба членика булавы усиков длинные, цилиндрические. Бока переднеспинки только с булавовидными ресничками, не зазубрены. Коготковый членик лапки простой.

## Систематика
В составе рода:
- Lyctoxylon beesonianum Lesne, 1936
- Lyctoxylon convictor Lesne, 1936
- Lyctoxylon dentatum (Pascoe, 1866)